# Автори проєктів станцій Київського метрополітену
Це список авторів проєктів станцій Київського метрополітену — системи ліній метрополітену в Києві, Україна. Першу лінію було відкрито 6 листопада 1960 року. На момент відкриття вона мала п'ять станцій. Станом на 2014 рік метрополітен налічує три лінії з 52 діючими станціями та трьома пересадковими вузлами.
Чотири станції першої черги будівництва визнані пам'ятками архітектури місцевого значення, ще три станції мають статус «щойно виявлений об'єкт культурної спадщини». 
Автори станції київського метро «Золоті Ворота» 1991 року були відзначені Державною премією України по архітектурі.

## Лінії та станції

### Святошинсько-Броварська лінія
| Назва станції          | Дата відкриття        | Вигляд станції | Архітектор(и) | Архітектор(и) вестибюля | Інженер(и) | Художник(и)                                    | Скульптор(и) | Дозвіл для Вікісховища |
| ---------------------- | --------------------- | -------------- | --- | --- | --- | ---------------------------------------------- | --- | ---------------------- |
| Академмістечко         | 24 травня 2003 року   |                | Т. О. Целіковська, В. Л. Гнєвишев, М. М. Альошкін, А. С. Крушинський | Т. О. Целіковська, В. Л. Гнєвишев, М. М. Альошкін, А. С. Крушинський | |                                                | | ✓                      |
| Житомирська            | 24 травня 2003 року   |                | М. М. Альошкін, Т. О. Целіковська, В. Л. Гнєвишев за участю О. М. Панченка | М. М. Альошкін, Т. О. Целіковська, В. Л. Гнєвишев за участю О. М. Панченка | |                                                | | ✓                      |
| Святошин               | 5 листопада 1971 року |                | Г. В. Головко, М. С. Коломієць, М. М. Сиркін Т. О. Целіковська (1990-ті, реконструкція освітлення) А. П. Юхновський, О. О. Мельник за участі В. Л. Гнєвишева, О. В. Нашивочнікова та І. О. Опанащук (2019, реконструкція станції) | Г. В. Головко, М. С. Коломієць, М. М. Сиркін Т. О. Целіковська (1990-ті, реконструкція освітлення) А. П. Юхновський, О. О. Мельник за участі В. Л. Гнєвишева, О. В. Нашивочнікова та І. О. Опанащук (2019, реконструкція станції) | | Н. Л. Гаркуша                                  | | ✓                      |
| Нивки                  | 5 листопада 1971 року |                | Б. І. Приймак, І. Л. Масленков, В. С. Богдановський, Т. О. Целіковська | Б. І. Приймак, І. Л. Масленков, В. С. Богдановський, Т. О. Целіковська | | Н. І. Федорова, Г. С. Севрук, Г. Г. Шарай      | | ✓                      |
| Берестейська           | 5 листопада 1971 року |                | Б. І. Приймак, І. Л. Масленков, В. С. Богдановський, Т. О. Целіковська | Б. І. Приймак, І. Л. Масленков, В. С. Богдановський, Т. О. Целіковська | |                                                | Б. М. Карловський | ✓                      |
| Шулявська              | 5 листопада 1963 року |                | А. В. Добровольський, Б. І. Приймак, О. І. Малиновський, А. І. Черкаський | А. В. Добровольський, Б. І. Приймак, О. І. Малиновський, А. І. Черкаський | | І. С. Литовченко, М. Т. Литовченко             | | ✓                      |
| Політехнічний інститут | 5 листопада 1963 року |                | Г. В. Головко, Б. В. Дзбановський, Є. Л. Іванов, М. М. Сиркін | Г. В. Головко, Б. В. Дзбановський, Є. Л. Іванов, М. М. Сиркін | В. А. Лисяк І. Ф. Жуков |                                                | В. З. Бородай | ✓                      |
| Вокзальна              | 6 листопада 1960 року |                | Є. І. Катонін, І. Г. Шемседінов, В. І. Єжов, В. К. Скугарєв | А. В. Добровольський, І. Л. Масленков | В. І. Дишлов, М. П. Кошелєв, В. М. Терешкін | О. В. Мизін                                    | | ✓                      |
| Університет            | 6 листопада 1960 року |                | Г. В. Головко, М. М. Сиркін, Є. Л. Іванов, Т. Д. Єлігулашвілі, Л. Л. Семенюк, О. С. Лозинська | Г. В. Головко, Б. В. Дзбановський, Є. Л. Іванов, М. М. Сиркін | В. О. Волков, Л. Г. Мойсеєнко, В. І. Дишлов (підземний вестибюль); В. О. Лисяк, Л. Г. Мойсеєнко, В. І. Дишлов (проміжний вестибюль); В. О. Волков, Л. Г. Мойсеєнко, В. Бронштейн (наземний вестибюль) |                                                | М. Д. Декерменджі, А. Ю. Білостоцький, В. І. Зноба, О. О. Ковальов, Е. М. Кунцевич, М. Г. Лисенко, П. П. Остапенко, О. О. Супрун, А. А. Шапран                                       | ✓                      |
| Театральна             | 6 листопада 1987 року |                | М. М. Альошкін, А. С. Крушинський, Т. О. Целіковська | М. М. Альошкін, А. С. Крушинський, Т. О. Целіковська | |                                                | А. В. Кущ | ✓                      |
| Хрещатик               | 6 листопада 1960 року |                | А. В. Добровольський, Г. І. Гранаткін, В. Д. Єлізаров, Ю. В. Кисличенко, М. С. Коломієць, С. Й. Крушинський, І. Л. Масленков з участю Ф. М. Заремби, Н. М. Щукіної                                                                | Вестибюль № 1 на Хрещатику: А. В. Добровольський, В. Д. Єлізаров, І. Л. Масленков Вестибюль № 2 на Інститутській: І. Л. Масленков, Ю. Б. Тягно                                                                                    | В. О. Волков, Л. Г. Мойсеєнко, В. І. Дишлов (підземний вестибюль); М. П. Кошелєв, В. І. Дишлов, В. М. Терешкін (наземний вестибюль на вулиці Хрещатик)                                                | О. А. Грудзинська, Н. І. Федорова              | | ✓                      |
| Арсенальна             | 6 листопада 1960 року |                | Г. І. Гранаткін, С. Й. Крушинський, Н. М. Щукіна | Г. І. Гранаткін, С. Й. Крушинський, Н. М. Щукіна | В. О. Волков, Т. Д. Сідоманідзе, Л. Г. Мойсеєнко |                                                | І. В. Макогон, А. В. Німенко | ✓                      |
| Дніпро                 | 6 листопада 1960 року |                | С. С. Павловський, Г. І. Гранаткін, А. Ф. Ігнащенко, П. Ф. Красицький, С. Й. Крушинський | С. С. Павловський, Г. І. Гранаткін, А. Ф. Ігнащенко, П. Ф. Красицький, С. Й. Крушинський | Г. Б. Фукс, Л. Н. Новоборський, Б. А. Ігнатюк, В. І. Дишлов, М. П. Кошелев, В. М. Терешкін |                                                | Скульптура «Труд» (робітник): Е. М. Кунцевич, Б. М. Карловський Скульптури «Мир» (жінка з голубами) та «Яхтсмени» (не збереглася): Ф. А. Коцюбинський, К. А. Кузнецов, І. С. Горовий | ✓                      |
| Гідропарк              | 5 листопада 1965 року |                | І. Л. Масленков, В. С. Богдановський | Реконструкція станції: К. Н. Качалов, Т. О. Целіковська, О. В. Черевко | |                                                | Реконструкція станції: Е. І. Котков | ✓                      |
| Лівобережна            | 5 листопада 1965 року |                | І. Л. Масленков, В. С. Богдановський | Реконструкція станції: І. Л. Масленков, Т. О. Целіковська, Н. Л. Чуприна́ | |                                                | | ✓                      |
| Дарниця                | 5 листопада 1965 року |                | І. Л. Масленков, В. С. Богдановський | Реконструкція станції: М. М. Альошкін | |                                                | | ✓                      |
| Чернігівська           | 4 жовтня 1968 року    |                | І. Л. Масленков, В. С. Богдановський, Т. О. Целіковська | І. Л. Масленков, В. С. Богдановський, Т. О. Целіковська | |                                                | | ✓                      |
| Лісова                 | 5 грудня 1979 року    |                | І. Л. Масленков, Т. О. Целіковська, А. С. Крушинський, Н. Л. Чуприна́ за участю О. М. Працюка, Ф. М. Заремби, Л. І. Лепехиної | Реконструкція станції: М. М. Альошкін | | І. Г. Левитська, Ю. В. Кисличенко, Г. Г. Шарай | | ✓                      |

### Оболонсько-Теремківська лінія
| Назва станції            | Дата відкриття        | Вигляд станції | Архітектор(и) | Архітектор(и) вестибюля | Інженер(и)     | Художник(и)                       | Скульптор(и)     | Дозвіл для Вікісховища |
| ------------------------ | --------------------- | -------------- | --- | --- | -------------- | --------------------------------- | ---------------- | ---------------------- |
| Героїв Дніпра            | 6 листопада 1982 року |                | Г. Д. Андреєв | Ф. М. Заремба |                | А. Т. Домнич В. І. Дашенькин      |                  | ✓                      |
| Мінська                  | 6 листопада 1982 року |                | Ю. М. Дубинський, Л. П. Скорик, С. І. Сігалова                                                                                    | Т. О. Целіковська, А. С. Крушинський                                                                                              |                | С. І. Химочка, В. І. Химочка      |                  | ✓                      |
| Оболонь                  | 19 грудня 1980 року   |                | Т. О. Целіковська, А. С. Крушинський, О. М. Працюк                                                                                | Т. О. Целіковська, А. С. Крушинський, О. М. Працюк                                                                                |                | П. О. Ганжа                       |                  | ✓                      |
| Почайна                  | 19 грудня 1980 року   |                | І. Л. Масленков, Т. О. Целіковська, А. С. Крушинський, О. М. Працюк                                                               | І. Л. Масленков, Т. О. Целіковська, А. С. Крушинський, О. М. Працюк                                                               |                | Л. М. Семикіна, С. М. Бароянц     |                  | ✓                      |
| Тараса Шевченка          | 19 грудня 1980 року   |                | І. Л. Масленков, Т. О. Целіковська, А. С. Крушинський, О. М. Працюк                                                               | І. Л. Масленков, Т. О. Целіковська, А. С. Крушинський, О. М. Працюк                                                               |                |                                   | О. П. Міловзоров | ✓                      |
| Контрактова площа        | 17 грудня 1976 року   |                | Б. І. Приймак, І. Л. Масленков, Ф. М. Заремба                                                                                     | Б. І. Приймак, І. Л. Масленков, Ф. М. Заремба                                                                                     |                | І. Г. Левитська, Ю. В. Кисличенко |                  | ✓                      |
| Поштова площа            | 17 грудня 1976 року   |                | В. С. Богдановський, І. Л. Масленков, Т. О. Целіковська за участю А. С. Крушинського                                              | В. С. Богдановський, І. Л. Масленков, Т. О. Целіковська за участю А. С. Крушинського                                              |                | І. Г. Левитська, Ю. В. Кисличенко |                  | ✓                      |
| Майдан Незалежності      | 17 грудня 1976 року   |                | М. С. Коломієць, І. Л. Масленков, М. М. Сиркін за участю Ф. М. Заремби                                                            | М. С. Коломієць, І. Л. Масленков, М. М. Сиркін за участю Ф. М. Заремби                                                            |                | І. С. Марчук                      | О. П. Скобліков  | ✓                      |
| Площа Українських Героїв | 19 грудня 1981 року   |                | М. А. Левчук, В. Б. Жежерін | Т. О. Целіковська, А. С. Крушинський                                                                                              |                |                                   |                  | ✓                      |
| Олімпійська              | 19 грудня 1981 року   |                | Т. О. Целіковська, А. С. Крушинський                                                                                              | Т. О. Целіковська, А. С. Крушинський                                                                                              |                |                                   | О. П. Міловзоров | ✓                      |
| Палац «Україна»          | 30 грудня 1984 року   |                | Т. О. Целіковська, А. С. Крушинський, М. М. Альошкін                                                                              | Т. О. Целіковська, А. С. Крушинський, М. М. Альошкін                                                                              |                | С. А. Кириченко, Р. С. Кириченко  |                  | ✓                      |
| Либідська                | 30 грудня 1984 року   |                | В. І. Єжов, А. С. Крушинський, Т. О. Целіковська за участю О. М. Панченка                                                         | В. І. Єжов, А. С. Крушинський, Т. О. Целіковська за участю О. М. Панченка                                                         |                | Е. І. Котков, М. Г. Бартосік      | М. К. Вронський  | ✓                      |
| Деміївська               | 15 грудня 2010 року   |                | В. Л. Гнєвишев, Т. О. Целіковська, О. В. Нашивочніков, Є. М. Плащенко за участю О. М. Панченка                                    | В. Л. Гнєвишев, Т. О. Целіковська, О. В. Нашивочніков, Є. М. Плащенко за участю О. М. Панченка                                    |                |                                   |                  | ✓                      |
| Голосіївська             | 15 грудня 2010 року   |                | В. Л. Гнєвишев, Т. О. Целіковська, А. П. Юхновський, О. В. Нашивочніков, Є. М. Плащенко                                           | В. Л. Гнєвишев, Т. О. Целіковська, А. П. Юхновський, О. В. Нашивочніков, Є. М. Плащенко                                           |                |                                   |                  | ✓                      |
| Васильківська            | 15 грудня 2010 року   |                | В. Л. Гнєвишев, Т. О. Целіковська, Є. М. Плащенко, О. В. Нашивочніков, Ю. О. Кравченко                                            | В. Л. Гнєвишев, Т. О. Целіковська, Є. М. Плащенко, О. В. Нашивочніков, Ю. О. Кравченко                                            |                |                                   |                  | ✓                      |
| Виставковий центр        | 27 грудня 2011 року   |                | В. Л. Гнєвишев, Т. О. Целіковська, О. В. Нашивочніков, А. П. Юхновський, Є. М. Плащенко за участю Ю. О. Кравченка, О. М. Панченка | В. Л. Гнєвишев, Т. О. Целіковська, О. В. Нашивочніков, А. П. Юхновський, Є. М. Плащенко за участю Ю. О. Кравченка, О. М. Панченка | С. М. Крашньов |                                   |                  | ✓                      |
| Іподром                  | 25 жовтня 2012 року   |                | В. Л. Гнєвишев, Т. О. Целіковська, Є. М. Плащенко, А. П. Юхновський за участю Г. М. Карасюк, О. М. Панченка                       | В. Л. Гнєвишев, Т. О. Целіковська, Є. М. Плащенко, А. П. Юхновський за участю Г. М. Карасюк, О. М. Панченка                       | С. М. Крашньов |                                   |                  | ✓                      |
| Теремки                  | 6 листопада 2013 року |                | В. Л. Гнєвишев, Т. О. Целіковська, О. В. Нашивочніков, Є. М. Плащенко за участю О. М. Панченка                                    | В. Л. Гнєвишев, Т. О. Целіковська, О. В. Нашивочніков, Є. М. Плащенко за участю О. М. Панченка                                    |                |                                   |                  | ✓                      |

### Сирецько-Печерська лінія
| Назва станції   | Дата відкриття                      | Вигляд станції | Архітектор(и)                                                                                  | Архітектор(и) вестибюля                                                                        | Инженер(и) | Художник(и)                                             | Скульптор(и) | Дозвіл для Вікісховища |
| --------------- | ----------------------------------- | -------------- | ---------------------------------------------------------------------------------------------- | ---------------------------------------------------------------------------------------------- | ---------- | ------------------------------------------------------- | ------------ | ---------------------- |
| Сирець          | 14 жовтня 2004 року                 |                | Т. О. Целіковська, В. Л. Гнєвишев, О. В. Нашивочніков, К. В. Бадяєва за участю Ю. О. Кравченка | Т. О. Целіковська, В. Л. Гнєвишев, О. В. Нашивочніков, К. В. Бадяєва за участю Ю. О. Кравченка |            |                                                         |              | ✓                      |
| Дорогожичі      | 30 березня 2000 року                |                | В. Л. Гнєвишев, М. М. Альошкін, Т. О. Целіковська                                              | В. Л. Гнєвишев, М. М. Альошкін, Т. О. Целіковська                                              |            |                                                         |              | ✓                      |
| Лук'янівська    | 30 грудня 1996 року                 |                | Т. О. Целіковська, М. М. Альошкін, В. Л. Гнєвишев                                              | Т. О. Целіковська, М. М. Альошкін, В. Л. Гнєвишев                                              |            |                                                         |              | ✓                      |
| Львівська брама | Будівництво призупинено з 1996 року |                | Т. О. Целіковська, В. Л. Гнєвишев, М. М. Альошкін                                              | Т. О. Целіковська, В. Л. Гнєвишев, М. М. Альошкін                                              |            |                                                         |              | ✓                      |
| Золоті ворота   | 31 грудня 1989 року                 |                | В. Б. Жежерін, Б. П. Жежерін                                                                   | Ф. М. Заремба, А. С. Крушинський                                                               |            | С. М. Адаменко, М. О. Ралко, Г. І. Корінь, В. П. Федько |              | ✓                      |
| Палац спорту    | 31 грудня 1989 року                 |                | М. М. Альошкін, А. С. Крушинський                                                              | А. С. Крушинський, Н. С. Гороховська                                                           |            |                                                         |              | ✓                      |
| Кловська        | 31 грудня 1989 року                 |                | М. А. Соляник                                                                                  | А. С. Крушинський, Л. І. Качалова, О. В. Черевко                                               |            |                                                         |              | ✓                      |
| Печерська       | 27 грудня 1997 року                 |                | В. Л. Гнєвишев                                                                                 | М. М. Альошкін, Т. О. Целіковська, В. Л. Гнєвишев                                              |            |                                                         |              | ✓                      |
| Звіринецька     | 30 грудня 1991 року                 |                | М. М. Альошкін, А. С. Крушинський                                                              | М. М. Альошкін, А. С. Крушинський                                                              |            |                                                         |              | ✓                      |
| Видубичі        | 30 грудня 1991 року                 |                | Т. О. Целіковська                                                                              | Т. О. Целіковська                                                                              |            | О. А. Бородай, О. П. Бабак                              |              | ✓                      |
| Теличка         | Будівництво призупинене з 1992 року |                |                                                                                                |                                                                                                |            |                                                         |              | ✓                      |
| Славутич        | 30 грудня 1992 року                 |                | М. М. Альошкін                                                                                 | М. М. Альошкін                                                                                 |            | Ю. О. Левченко, Д. К. Оболончик                         |              | ✓                      |
| Осокорки        | 30 грудня 1992 року                 |                | А. С. Крушинський                                                                              | А. С. Крушинський                                                                              |            | О. А. Бородай, О. П. Бабак                              |              | ✓                      |
| Позняки         | 28 грудня 1994 року                 |                | Т. О. Целіковська, В. Л. Гнєвишев, О. М. Панченко за участю І. Г. Веремовської                 | Т. О. Целіковська, В. Л. Гнєвишев, О. М. Панченко за участю І. Г. Веремовської                 |            |                                                         |              | ✓                      |
| Харківська      | 28 грудня 1994 року                 |                | В. Л. Гнєвишев, Т. О. Целіковська                                                              | В. Л. Гнєвишев, Т. О. Целіковська                                                              |            |                                                         |              | ✓                      |
| Вирлиця         | 4 березня 2006 року                 |                | В. Л. Гнєвишев, Т. О. Целіковська, О. В. Нашивочніков, А. П. Юхновський                        | В. Л. Гнєвишев, Т. О. Целіковська, О. В. Нашивочніков, А. П. Юхновський                        |            |                                                         |              | ✓                      |
| Бориспільська   | 23 серпня 2005 року                 |                | В. Л. Гнєвишев, Т. О. Целіковська, А. П. Юхновський за участю О. В. Нашивочнікова              | В. Л. Гнєвишев, Т. О. Целіковська, А. П. Юхновський за участю О. В. Нашивочнікова              |            |                                                         |              | ✓                      |
| Червоний хутір  | 23 травня 2008 року                 |                | Т. О. Целіковська, В. Л. Гнєвишев, Ю. О. Кравченко за участю К. В. Бадяєвої, А. П. Юхновського | Т. О. Целіковська, В. Л. Гнєвишев, Ю. О. Кравченко за участю К. В. Бадяєвої, А. П. Юхновського |            |                                                         |              | ✓                      |